# David de Bernham
David de Bernham est un prélat écossais mort en 1253. Après avoir servi comme Grand chambellan auprès du roi Alexandre II, il est élu évêque de St Andrews en juin 1239 et reçoit la consécration épiscopale en janvier 1240.
Un pontifical rédigé sous son épiscopat dresse la liste des églises qu'il a dédiées et des autels et cimetières qu'il a consacrés. Ce manuscrit est conservé à la Bibliothèque nationale de France sous la cote MS Latin 1218.